# 圣帕莱德内格里尼亚克
圣帕莱-德内格里尼亚克（法語：Saint-Palais-de-Négrignac，法語發音：[sɛ̃ palɛ də neɡʁiɲak]）是法国滨海夏朗德省的一个市镇，位于该省东南部，属于容扎克区。

## 地理
圣帕莱德内格里尼亚克（45°16'1"N, 0°13'28"W）面积18.51 平方千米，位于法国新阿基坦大区滨海夏朗德省，该省份为法国西部滨海省份，北起旺代省，西临大西洋，南至吉倫特省，东南接多爾多涅省，东北接德塞夫勒省接壤，东临夏朗德省。
与圣帕莱德内格里尼亚克接壤的市镇（或旧市镇、城区）包括：舍旺索、蒙略拉加德、讷维克、普亚克。

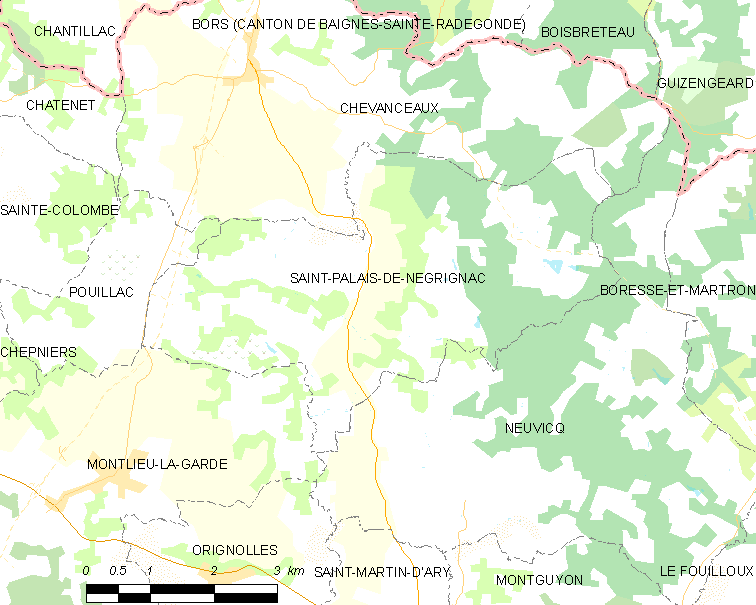
圣帕莱德内格里尼亚克的OSM定位图

圣帕莱德内格里尼亚克的时区为UTC+01:00、UTC+02:00（夏令时）。

## 行政
圣帕莱德内格里尼亚克的邮政编码为17210，INSEE市镇编码为17378。

## 政治
圣帕莱德内格里尼亚克所属的省级选区为三山县。

## 人口

1962-2008年间圣帕莱德内格里尼亚克人口变化图示

圣帕莱德内格里尼亚克于2022年1月1日时的人口数量为417人。